# Ludovico Sabbatini
Ludovico Sabbatini (Napoli, 30 agosto 1650 – 11 giugno 1724) è stato un presbitero ed educatore cattolico italiano, beatificato nel 1765 dalla Chiesa cattolica che lo venera l'11 giugno, giorno della sua morte.

## Biografia
Nato in una famiglia profondamente religiosa (una delle sue sorelle fu suora, mentre gli altri fratelli furono sacerdoti), sin da giovane si dedicò alla vita religiosa.
Entrato nella Congregazione dei Pii Operai, insegnò religione ai figli delle famiglie indigenti e operaie, prestando servizio nel contempo presso la chiesa di San Nicola alla Carità a Napoli, dove fu associato alla Congregazione dei Figlioli.
All'età di 24 anni fu ordinato sacerdote e subito iniziò l'attività di insegnamento nella Basilica di San Giorgio Maggiore, fondando nel 1684 il monastero adiacente alla Chiesa della Santissima Annunziata a favore delle ragazze cadute in disgrazia che desideravano prendere i voti religiosi.
Nel 1687, padre Sabbatini si recò a Roma per promuovere la Congregazione dei Pii Operai presso lo Stato Pontificio e sin da allora fu impegnato in attività pie a favore dei poveri, degli ammalati e dei carcerati, oltre a continuare nell'insegnamento; presso il Collegio dei Catecumeni fondò un'accademia di dogma e di esegesi.
Tornato a Napoli nel 1696, fu nominato preposito generale della sua Congregazione oltre a dirigere per 25 anni la Congregazione dei Dottori e Cavalieri in San Giorgio Maggiore, chiesa in cui fu sepolto dopo la morte avvenuta nel 1724.
Fu beatificato nel 1765 da papa Clemente XIII.